# Mignon Dunn
Mignon Dunn (nacida el 17 de junio de 1928 en Memphis, Tennessee) es una profesora de canto y cantante de ópera estadounidense con voz de mezzosoprano.
Dunn nació en Memphis, Tennessee, y se crio en Tyronza, Arkansas, y en Memphis. Estudió canto con Karen Branzell y Beverley Peck Johnson. Debutó en 1955 con el Experimental Opera Theatre of America (Teatro de Ópera Experimental de América) / New Orleans Opera Association (Asociación de Ópera de Nueva Orleans) y al año siguiente con Troilo y Crésida en la New York City Opera. Se estrenó en la Metropolitan Opera en 1958, donde actuó en más de 650 funciones a lo largo de 35 años. Interpretó su papel más importante, Carmen de Bizet, más de 400 veces en cuatro idiomas diferentes.
Entre los teatros de ópera en los que ha actuado se encuentran Teatro de La Scala de Milán, la Ópera Estatal de Viena, la Royal Opera House y la Ópera del Covent Garden de Londres, la Ópera de París, el Teatro Bolshoi, el Teatr Wielki de Varsovia, la Ópera Estatal de Hamburgo, la Deutsche Oper de Berlín, el Teatro Colón de Buenos Aires, la Ópera Nacional de Chile, la Ópera de Montreal, la Ópera lírica de Chicago, la Ópera de San Francisco, la Ópera de Santa Fe y el Teatro de la Ópera de Detroit.
Su repertorio incluye papeles dramáticos de ópera italiana (Amneris en Aida, Azucena en El trovador, Éboli en Don Carlo, Laura y La Cieca en La Gioconda, Santuzza en Cavalleria rusticana), así como papeles de ópera francesa (Dalila en Sansón y Dalila, Giulietta en Los cuentos de Hoffmann y Dulcinée en Don Quijote). También ha interpretado varios papeles en óperas alemanas como El anillo del nibelungo, Ortrud en Lohengrin, Kundry en Parsifal, Venus en Tannhäuser, Clitemnestra en Elektra, Herodías en Salomé y La Nodriza en La mujer sin sombra.
Interpretó los papeles protagonistas en Susana de Carlisle Floyd en 1956, y en el estreno de The Lady from Colorado de Robert Ward en 1964. Su repertorio español incluye Goyescas y La vida breve.
Desde 1990, ha sido profesora en la Universidad de Illinois y ha ocupado otros puestos docentes en el Instituto Internacional de Artes Vocales, la Universidad de Texas en Austin, la Universidad Northwestern, el Brooklyn College y la Escuela de Música de Manhattan, desde 1985 hasta su jubilación en 2023. Estuvo casada con el director de orquesta Kurt Klippstatter (1934-2000).

## Enlacos externos
- Mignon Dunn, entrevistada por Bruce Duffie en 1984, republicada en 2021.

- Datos: Q6844261
- Multimedia: Mignon Dunn / Q6844261